# Pierre-François Lasnier de Vaussenay
Pierre-François Lasnier de Vaussenay ou de Vaucenay (19 août 1744, Laval - 27 août 1807, Laval), est un général et homme politique français.

## Biographie
Il est le fils de François Daniel Lasnier de Vaussenay, sieur de la Houssaye et de Marie Noury. Riche négociant de Laval, il rejoint la Société du Jardin Berset en 1771. Il se marie en 1782 avec Louise de Vaudichon.
Il est inspecteur du commerce en 1787. 
Peu après, il est désigné par l'assemblée provinciale du Mans pour faire partie de la commission intermédiaire du district de Laval. Le choix des députés aux États généraux de 1789 se fait à deux degrés : Le tiers-état, nomme le 6 mars, dans le réfectoire de l'église des Cordeliers de Laval, les délégués qui doivent aller au Mans consommer l'élection. Les suffrages désignent en premier René Enjubault de la Roche. Les électeurs le nomment député dès le premier tour de scrutin.

Il est élu député du tiers aux États généraux par la sénéchaussée du Maine le 25 mars 1789. 
Membre du comité de l'agriculture et du commerce, il donne lecture d'un rapport sur la réexportation des blés le 11 novembre 1790 et sur la suppression des ports francs de Bayonne et Saint-Jean-de-Luz le 25 novembre suivant. 
Pendant qu'il siégeait à la Constituante, sa maison de commerce périclitait. Il rentra alors à Laval, vendre ses propriétés et liquider sa situation. Obligé de rester à Laval dans ce but, il donne sa démission de député le 23 avril 1791, et est remplacé par un député suppléant de la noblesse, M. de Murat. Ses affaires rétablies, il devient adjudant général de la garde nationale de Laval, membre du conseil général de cette commune, et juge au tribunal du même district.
Partisan des Girondins, il proteste contre le 31 mai et le 2 juin 1793. Destitué de ses fonctions de juge et de conseiller général de la commune, il faillit être emprisonné, et dut, pour se disculper, écrire une longue lettre d'explications aux représentants en mission à Laval. Réintégré dans ses fonctions le 13 floréal an III, il est encore élu juge de la Mayenne le 25 vendémiaire an IV. 
Membre du jury de l'Instruction publique le 18 fructidor de la même année, il devient membre du tribunal criminel de la Mayenne le 6 floréal an VIII.

## Sources
- « Pierre-François Lasnier de Vaussenay », dans Adolphe Robert et Gaston Cougny, Dictionnaire des parlementaires français, Edgar Bourloton, 1889-1891 [détail de l’édition]